# Gary Gygax

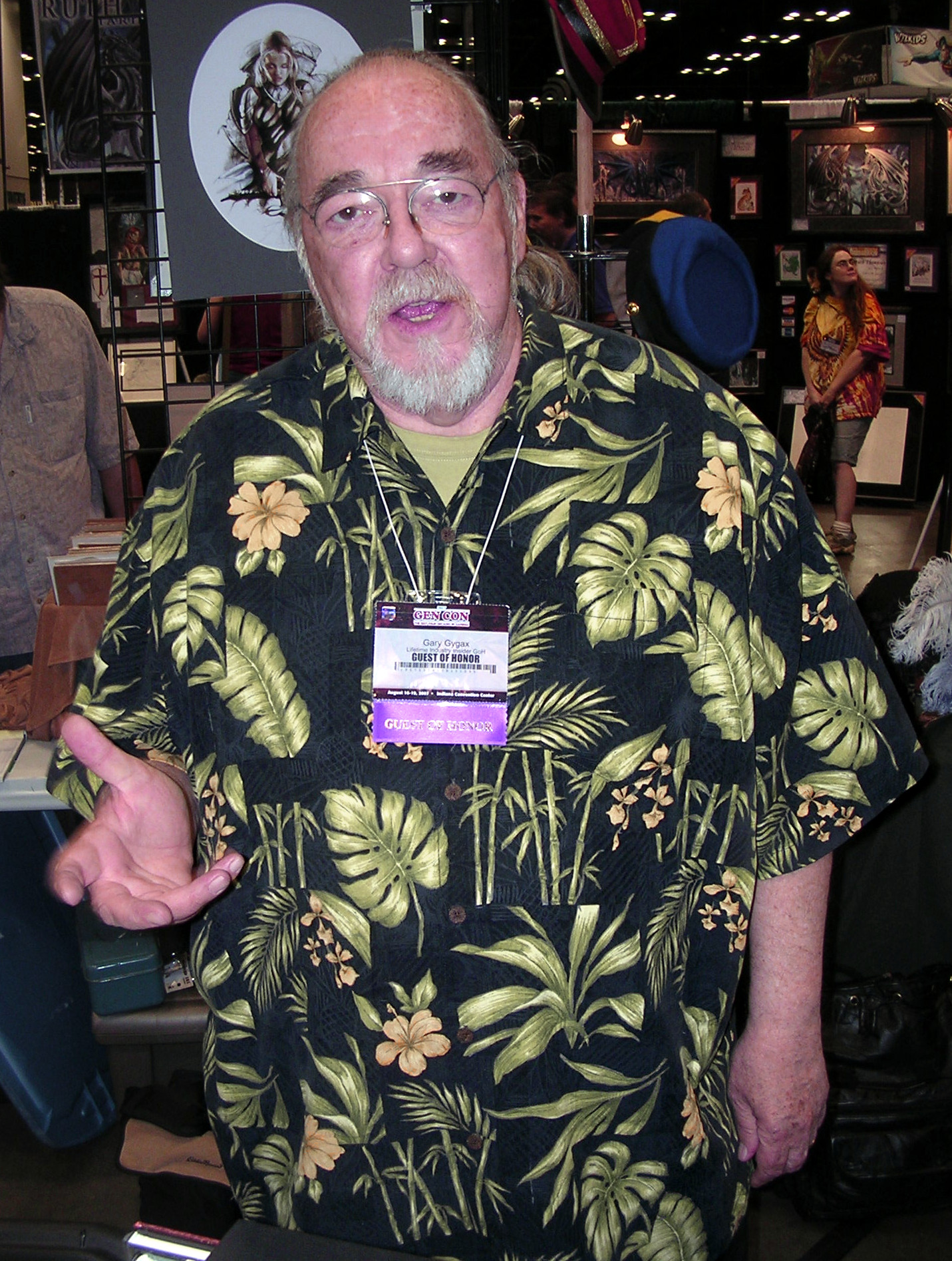
Gary Gygax (2007)

Ernest Gary Gygax (Chicago, 27 juli 1938 – Lake Geneva, 4 maart 2008) was een Amerikaans schrijver, spelontwerper en zakenman die vooral bekend is geworden als ontwikkelaar van het rollenspel Dungeons & Dragons.
Gygax werd geboren als zoon van de Zwitserse immigrant Martin Gygax en de Amerikaanse Emelie Burdick. Als vijfjarige was hij al geïnteresseerd in schaken en andere spellen. Hij speelde oorlogssimulatiespellen en richtte in 1966 met Bill Speer en Scott Duncan de International Federation of Wargamers op. Met Mike Reese, Leon Tucker en zijn jeugdvriend Don Kaye richtte hij de Lake Geneva Tactical Studies Association op.
In 1971 ontwikkelde hij samen met Jeff Perren het spel Chainmail. Hieruit werd het rollenspel Dungeons & Dragons ontwikkeld, wat overigens door mede-auteur Dave Arneson wordt betwist. De eerste versie van Dungeons & Dragons werd in 1975 gepubliceerd door het bedrijf Tactical Studies Rules dat in 1973 door Gygax en Kaye was opgericht. In 1983 vertrok Gygax naar Hollywood om een op D&D gebaseerde tekenfilm te maken (zie Dungeons & Dragons). De film flopte echter en Tactical Studies Rules, in 1983 omgedoopt in TSR, Inc. werd geherstructureerd. Gygax verliet het bedrijf in 1985. Hij behield aanvankelijk 51% van de aandelen, maar gaf de helft aan zijn vrouw en verkocht later zijn aandelen om New Infinity Productions te kunnen beginnen.
Gygax ontwikkelde later de spellen Dangerous Journeys (1992) en Legendary Adventure (1999). Hij overleed op 69-jarige leeftijd.
- Bibsys: 90753614
- Biblioteca Nacional de España: XX962971
- Bibliothèque nationale de France: cb17737154v (data)
- Gemeinsame Normdatei: 115339442
- International Standard Name Identifier: 0000 0001 0777 7558
- Library of Congress Control Number: n78051760
- Bibliotheek van het Japanse parlement: 00467736
- Nationale Bibliotheek van Tsjechië: xx0130261
- Nationale Bibliotheek van Israël: 987007299961305171
- Nationale Bibliotheek van Polen: a0000003807031
- Nederlandse Thesaurus van Auteursnamen: 075025507
- Système universitaire de documentation: 226340198
- Trove: 1128193
- Virtual International Authority File: 15495536
- WorldCat: E39PBJc3D4HjccbdjWGTrk3qQq